# プルクワ・パ?四世
プルクワ・パ?四世（フランス語：Pourquoi Pas ? IV ）は、1908年から1910年にかけて南極地域の2回のジャン・バプティスト・シャルコーの遠征を行った船である。
この船はジャン・バプティスト・シャルコーのために建造された4番目の船であることから四世と命名された。シャルコーは1936年9月16日にアイスランド沖で船が難破したときに、船上で死亡した。乗船していた40人の男性のうち、生き残ったのは1人だけだった。
プルクワ・パ?とはフランス語で「どうして?」という意味である。設計者であるシャルコーは子供のころから探検家になることを夢見ていたが、それを父のジャン＝マルタン・シャルコーに反対されていて、そのたびに「Pourquoi Pas ?（なぜ駄目なのか？）」と聞き返し続けていた。この問いかけはシャルコーのモットーとなり、後に彼が本船を設計した際にそれを船の名にした、という。船の名前としては珍しく?マークまで含めて正式名称であり、2005年に就役した同名の海洋観測船の名のもとにもなっている。

## 歴史
1907年、シャルコーは新しい南極探検隊を立ち上げ、フランスのサンマロフランソワゴーティエ造船所で蒸気王ヴァンダービルトの資金援助により新しい船、「ル・プルクワ・パ?四世」を建造した。極地探検用に設計された3本マストのバークで、エンジンを備えた機帆船で、3つの実験室と1つの図書館があった。歴史上の探検船のほとんどが他の目的で作られた中古船の流用や改造だったのが、ル・プルクワ・パ?四世は設計段階から極地探検船として新規設計された船だった。
1908年から1910年まで、シャルコーはプルクワ・パ?四世に乗艦してピーターマン島で越冬、彼の2回目の南極極地探検。彼は1910年に科学的発見を載せてフランスに戻った。シャルコーは浚渫による岩石学と水中地質学の研究のための機材と方法を開発した。
1912年、プルクワ・パ?四世はフランス海軍の最初の航海練習船として1918年から1925年まで、シャルコーはプルコイパス、北大西洋、イギリス海峡、地中海、フェロー諸島などでさまざまな科学研究に従事した。主に浚渫による岩石学と水中地質学の研究のために機器と方法を開発した。
1925年以降、年齢による制限でシャルコーは、北極の氷河を巡る多くの探検の為の船の指揮権を失ったが彼は遠征隊の長として船に残っていた。 1926年、シャルコーはグリーンランドの東海岸を探索し、多くの化石と昆虫や植物のサンプルを持ち帰った。
1928年、 プルクワ・パ?四世は、飛行船イタリアで北極点を横断するために出発したイタリアの将軍ウンベルト・ノビレを探していたノルウェーの探検家ロアール・アムンセンを乗せて、遭難したフランスの大型水上飛行機ラタム47の捜索に参加した。
1934年、シャルコーとプルクワ・パ?四世はアンマサリクでエスキモーの人々と1年間過ごしポール・エミール・ビクターのグリーンランド調査を支援した。 1935年、シャルコーとプルクワ・パ?四世はそこに戻り、グリーンランドの地図を作製した。その年の9月16日、船はアイスランドの海岸を襲ったサイクロンから逃れなんとか港に帰還した。
1936年9月、グリーンランドの調査に戻り、科学資料をビクターの調査隊（50日で氷床を通過したばかり）に届け、探検を行った後、プルクワ・パ?四世はレイキャビクに立ち寄り、9月13日に燃料を再補給した。プルクワ・パ?4世は2日後の9月15日にサンマロにたどり着いたが、9月16日にサイクロンに巻き込まれ、アゥルタネースのサンゴ礁で沈没した。この事故で乗組員のうちシャルコー含む40人が死亡し、最終的に操舵長であるユージン・ゴニーデックだけが生き残った。
イーレ・プルクワ・パ島（フランス語で島ではないのかという意味）は後に彼らにちなんで名付けられた。

## 仕様
船種 ：バーク
遠征 ：
- 南極 ：1908年から1910年
- 北極 ：1921、1925、1927、1928、1930、1931-1933、1934、1935、1936

海洋機器 ：トロール網と引き網、ネジ、サウンディング機器、ウォーターボトル、温度計

## ギャラリー

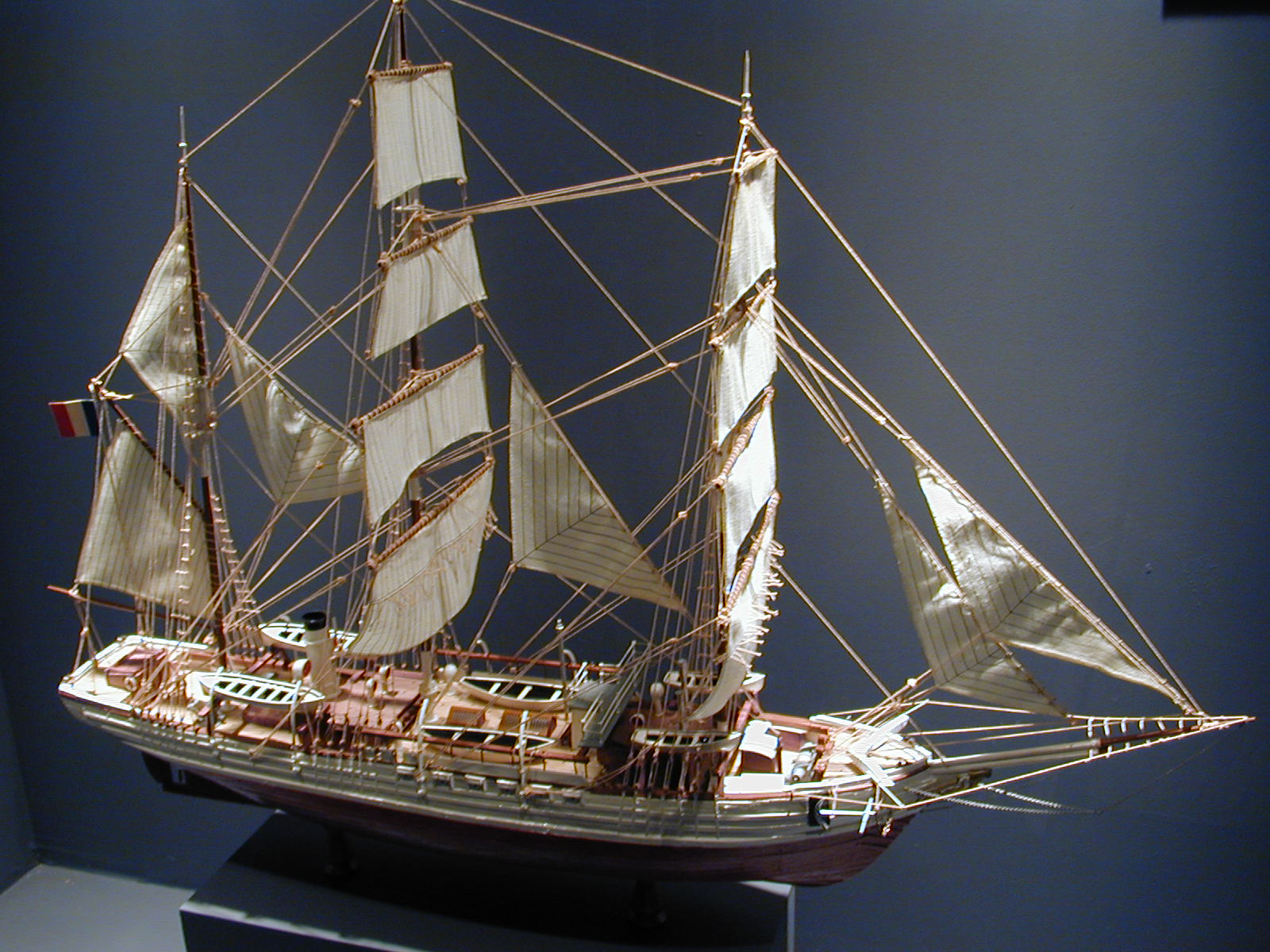
「VoyagesenOcéanographie」展（2003年7月24日〜2006年4月30日）のために作られたモナコ海洋博物館の縮尺模型。
シャルコー率いる2回目のフランス領南方遠征南極探検ルート
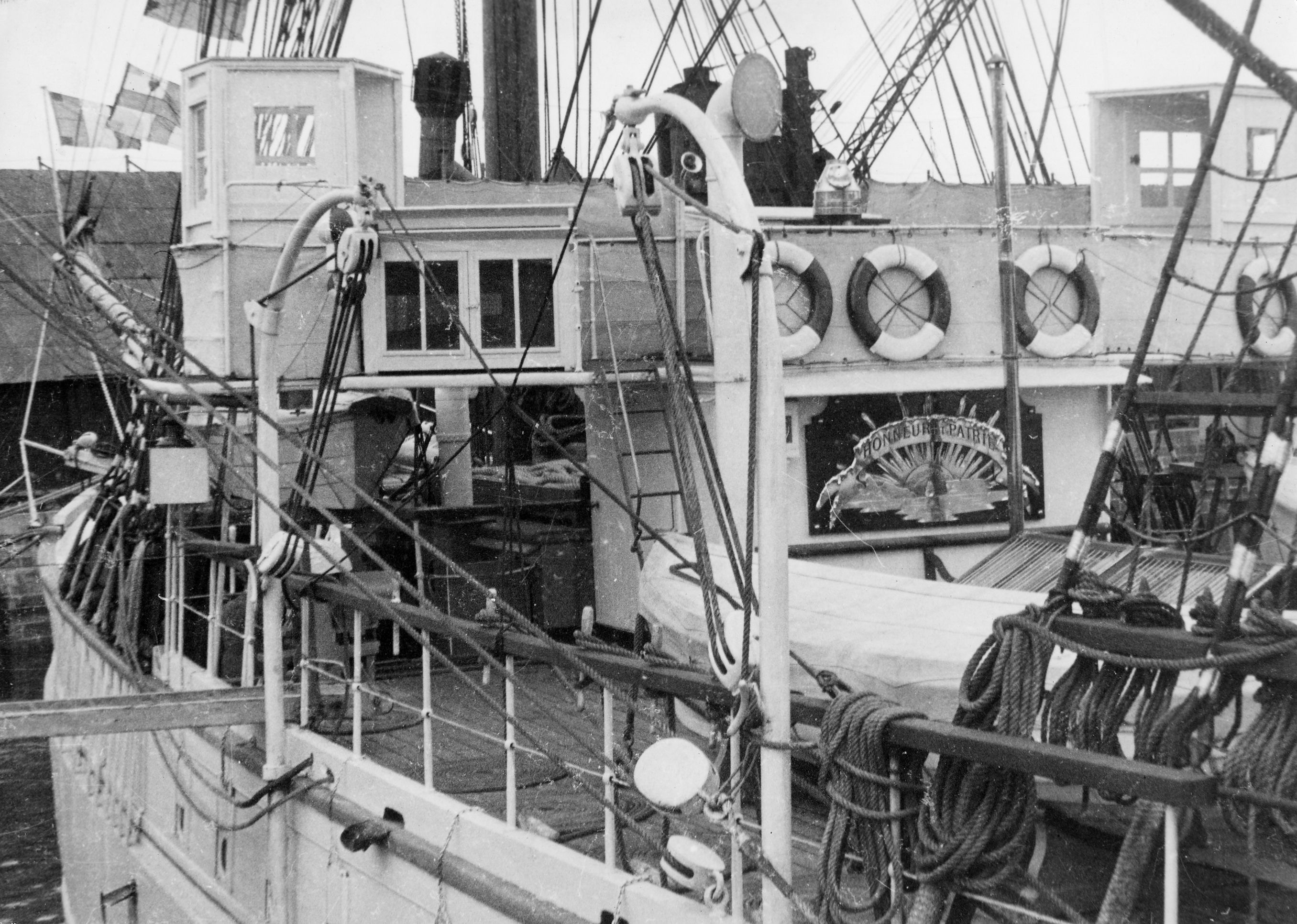
艦橋
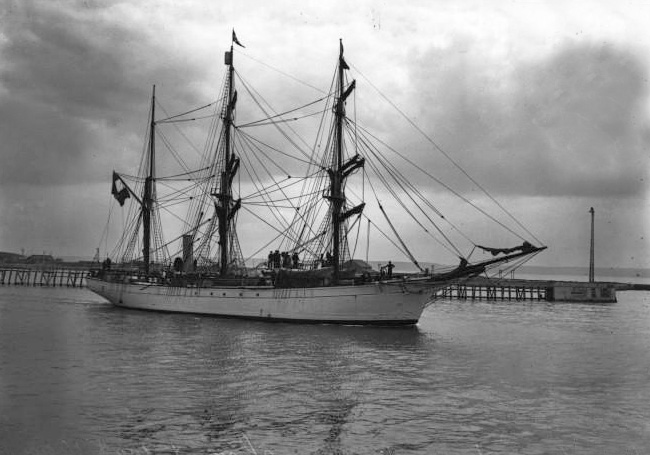
1908年8月15日
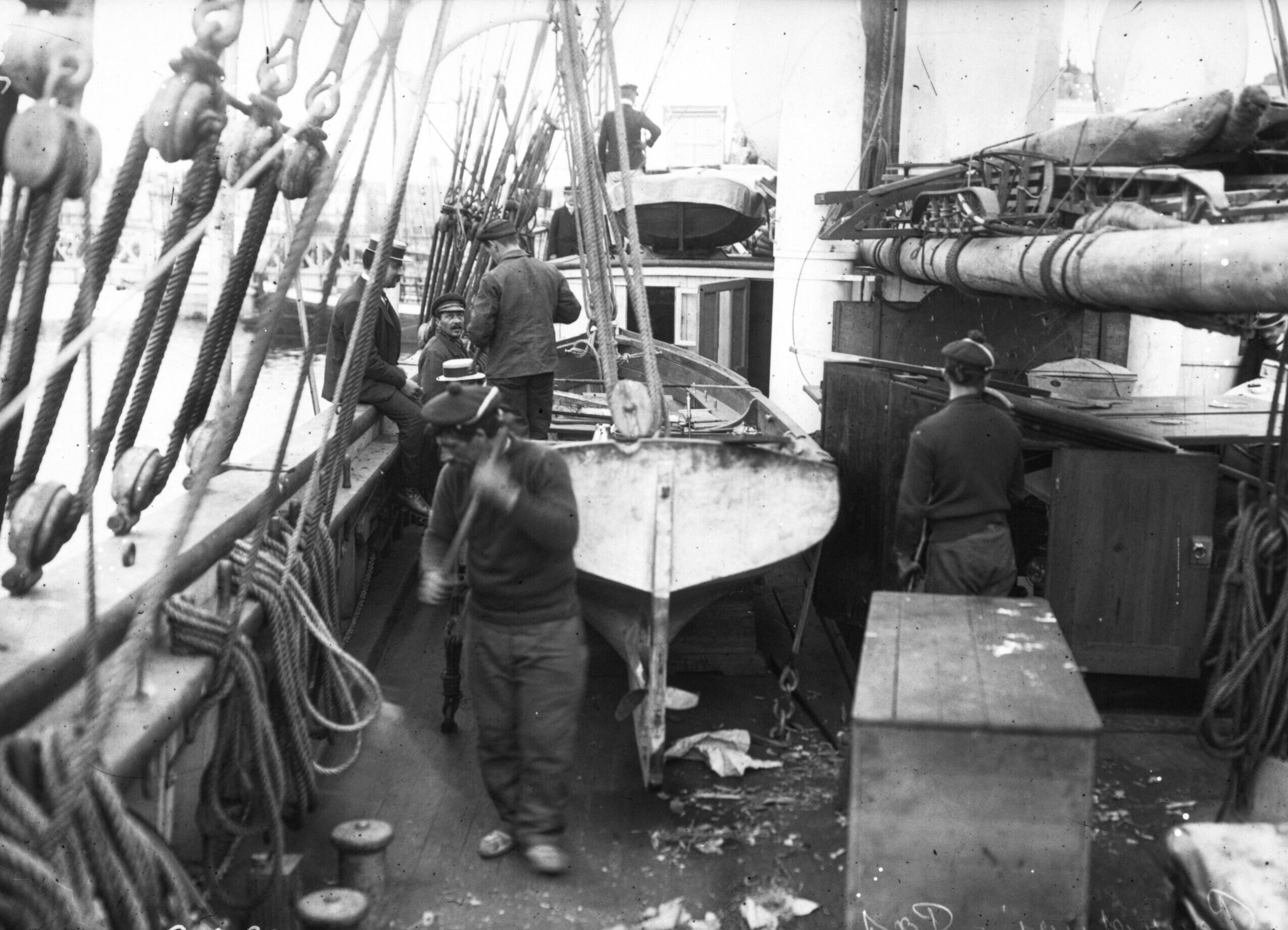
1908年8月15日
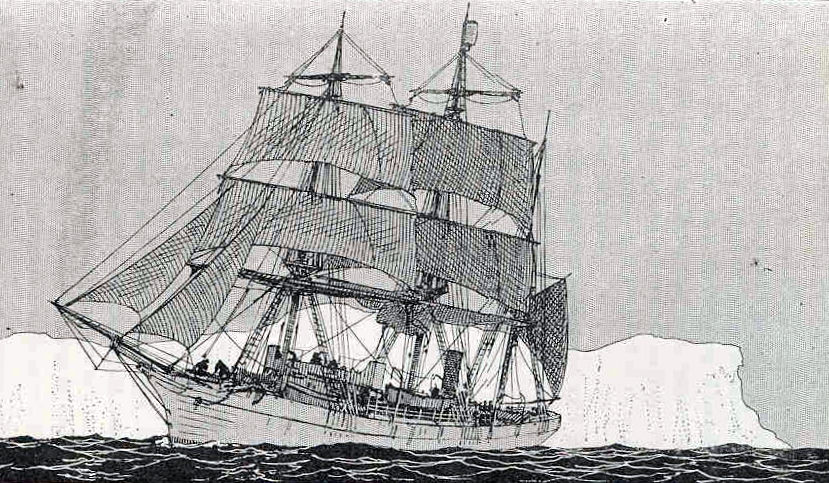
Le Pourquoi Pas ? IV en Antarctique (gravure 1917).
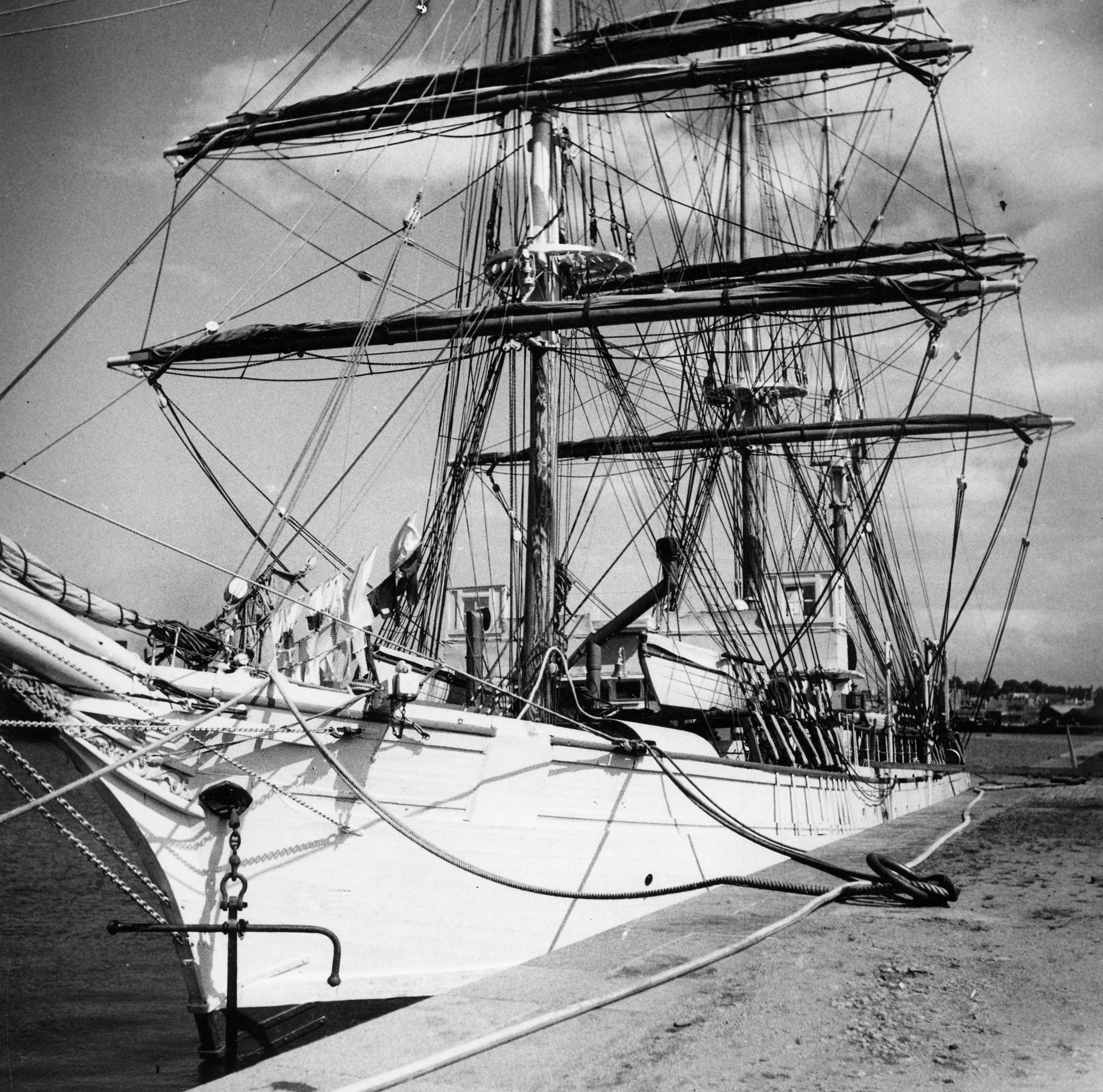